# Flugzeugträger B
Авианосец Б («нем. Flugzeugträger B») — второй авианосец типа «Граф Цеппелин», планировавшийся к принятию на вооружение ВМС Германии (Кригсмарине) в конце 1930-х годов. В отличие от головного корабля, «Графа Цеппелина», авианосец Б не был спущен на воду, работы на собранном до уровня верхней палубы корабле прекратились 19 сентября 1939 года. Авианосец не имел официального названия, так как по имеющейся в германском флоте традиции название кораблю даётся при спуске на воду. В случае, если бы авианосец был спущен, ему было бы присвоено имя «Петер Штрассер» в честь офицера Германского Императорского флота (Штрассер, Петер).